# Schule für Holzbildhauerei

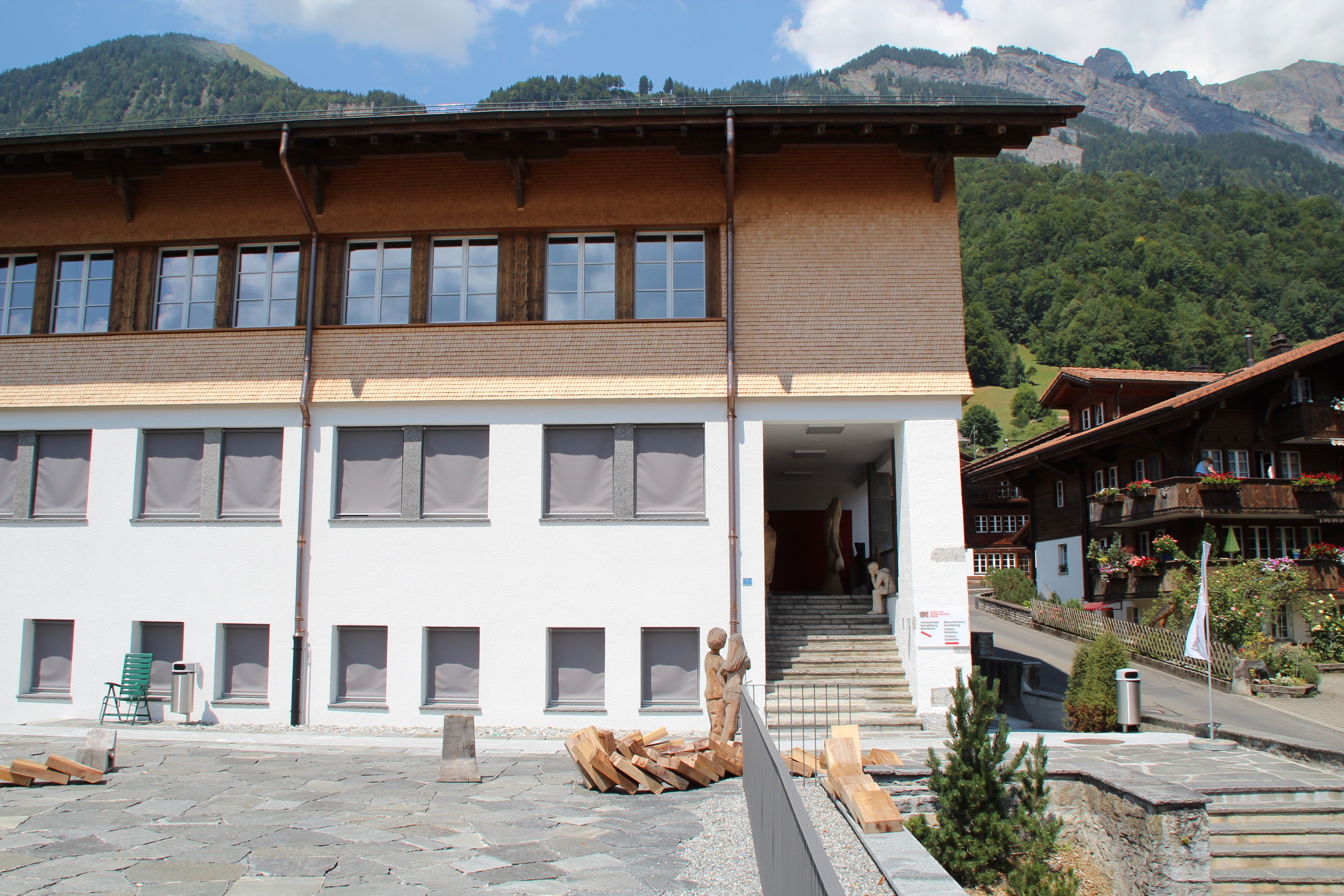
Schule für Holzbildhauerei

Foto von 1978

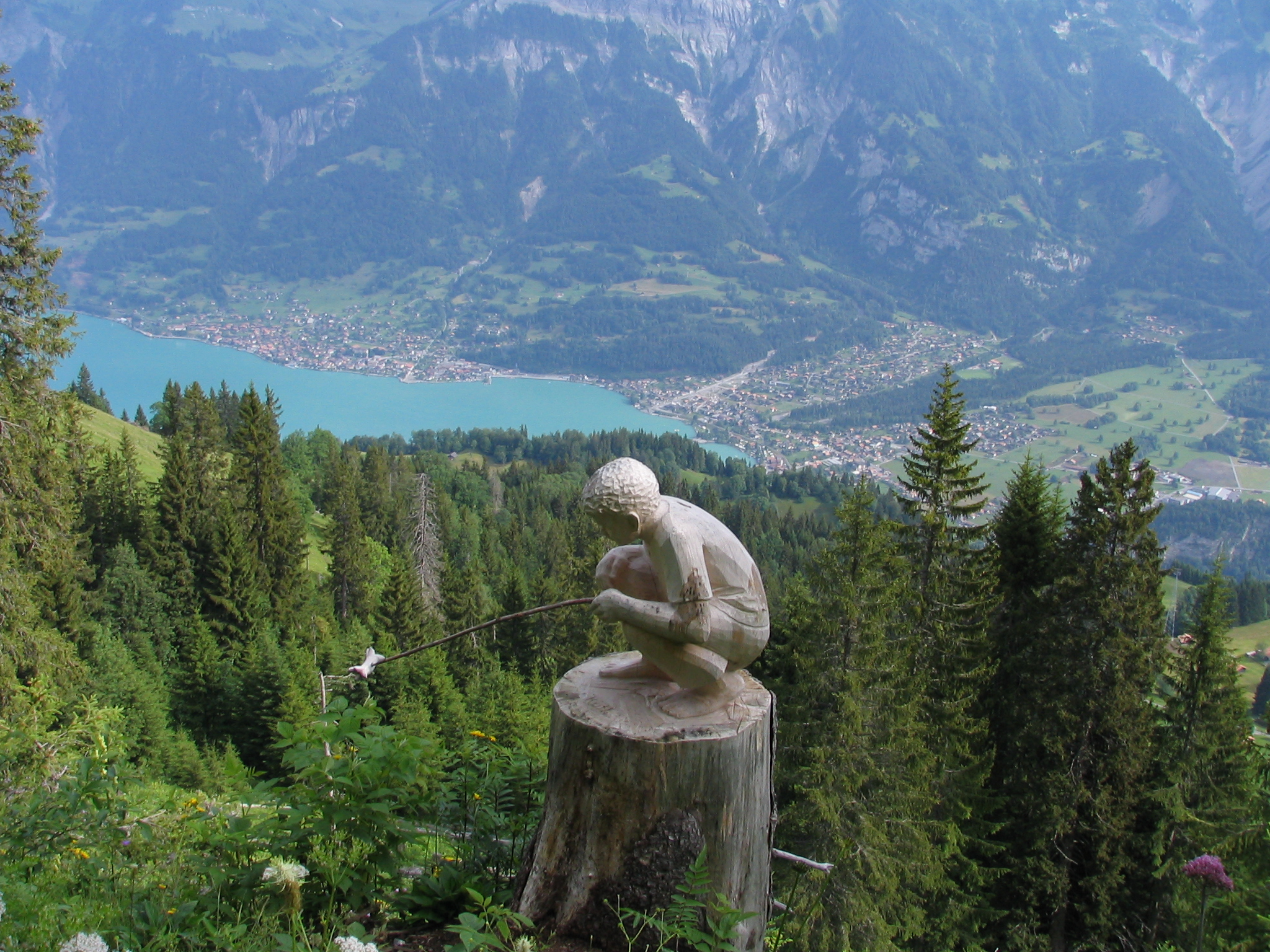
Die Schule befindet sich im linken Bildteil, im Vordergrund der Wurstbrätler auf dem Schnitzlerweg auf der Axalp

Die Schule für Holzbildhauerei (lokal: Schnätzi) ist in Brienz im Berner Oberland angesiedelt. Sie wurde 1884 als Schnitzlerschule Brienz gegründet und ist die einzige Ausbildungsstätte für Schnitzen bzw. Holz-Bildhauerei in der Schweiz. Die Brienzer Holzschnitzerei gehört zu den lebendigen Traditionen in der Schweiz.

## Geschichte

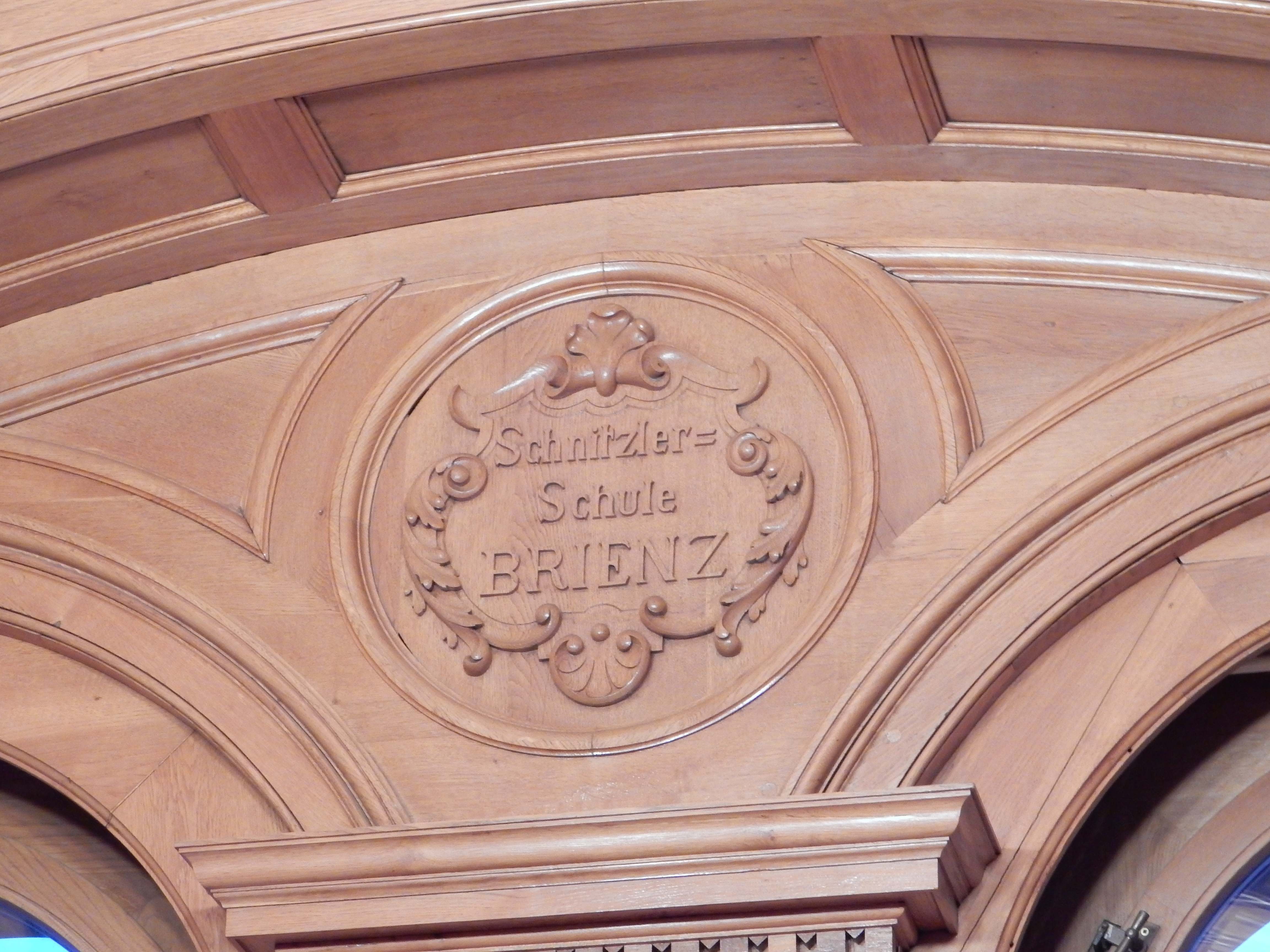

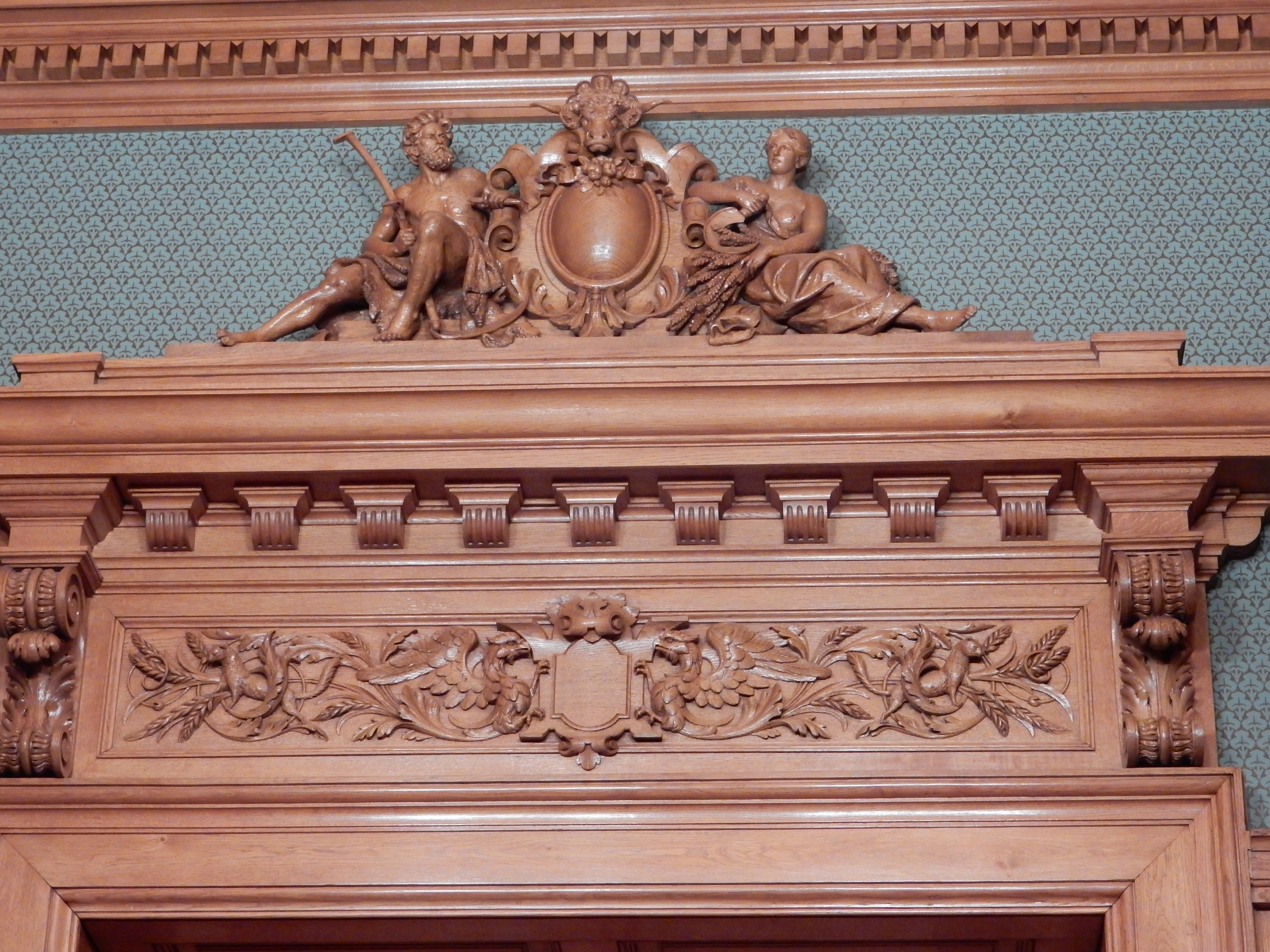
Holzschnitzerei über einem Türrahmen im Bundeshaus

Das Schnitzerhandwerk hat in Brienz eine lange Tradition. Im Hungerjahr 1816 begann der Brienzer Drechslermeister Christian Fischer damit, Gebrauchsgegenstände mit Schnitzereien zu verzieren und verkaufte diese an Touristen. Bald begann er auch damit, Leute aus der Region im Schnitzen auszubilden. Zwischen 1830 und 1860 war in Brienz die erste grosse Blütezeit des Schnitzhandwerks. Etwa 2000 Menschen lebten in dieser Zeit im Berner Oberland vom Schnitzen. Die Brienzer Holzschnitzerei erzielte 1851 an der Weltausstellung in London einen internationalen Erfolg. 1862 gründete ein Brienzer Verein mit der Zeichnungs- und Modellierschule Brienz die erste örtliche Ausbildungsstätte für dieses Handwerk. Nach fünf Jahren besuchten 61 junge Schnitzer (lokal: Schnitzler) die angebotenen Kurse.
1884 wurde dann die Schnitzlerschule Brienz im alten Kirchgemeindehaus eröffnet. Damals bürgte die Einwohnergemeinde Brienz für die Schule. Im Jahr 1896 wurde der Wildpark Brienz gegründet. Die dortigen Tiere sollten den Schnitzschülern als Vorlagen für ihre Arbeiten dienen. Die Schule war erfolgreich und mit Hilfe des Kantons Bern konnte 1898 ein Neubau eröffnet werden. Bis 1928 gehörte die «Schnätzi» der Gemeinde Brienz, danach wurde sie eine Fachschule und Lehrwerkstatt des Kantons.
Für das Bundeshaus in Bern schuf die Schule ein reich verziertes Brienzer Zimmer, das vor dem Einbau ins neue Parlamentsgebäude an der Weltausstellung von 1900 in Paris ausgestellt worden war.
Die Brienzer Holzbildhauer fertigen heute sowohl anspruchsvolle Auftragsarbeiten und künstlerische Werke, als auch Souvenirartikel an. Das Verhältnis der Holzschnitzerei zum Tourismus ist weiterhin sehr eng. Um die Schnitzmotive und das Wissen über die Geschichte und die Praxis des «Schnätzens» zu erhalten, wurde 1990 die Stiftung zur Sammlung und Ausstellung von Holzschnitzereien Brienz gegründet, die 2009 das Schweizer Holzbildhauerei Museum gegründete.
Das heutige Schulhaus stammt aus dem Jahr 1949 und wurde 2014 komplett saniert. Im gleichen Jahr feierte die Schule ihr 130-Jahr-Jubiläum. Die Ausstellung der Schule steht für Besichtigungen offen.

## Ausbildung
Die Schule bietet die Ausbildung zum Holzbildhauer an. Es werden jährlich ca. 7 Auszubildende aufgenommen, insgesamt gibt es 24 Ausbildungsplätze.
Daneben hat die Einrichtung auch seit 2009 die Funktion einer Berufsschule für Lernende der Berufe Holzhandwerker (in den beiden Fachrichtungen Drechslerei und Weissküferei), Korb- und Flechtwerkgestalter sowie Küfer. Dabei machen die Lernenden im Sinne der dualen Ausbildung die praktische Ausbildung in ihren jeweiligen Lehrbetrieben. Die Schule ist damit die einzige Fachschule für gestalterische Holzberufe in der Schweiz.

## Varia

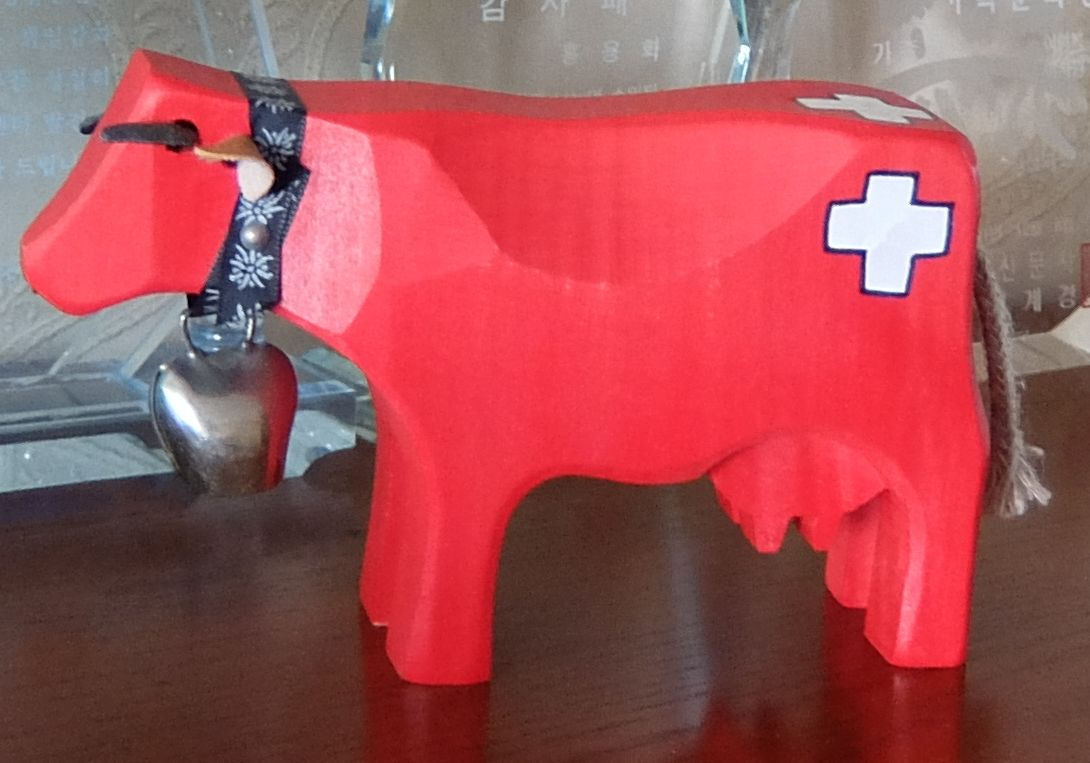
Trauffer-Kuh

In unmittelbarer Nähe der Schule liegt die Geigenbauschule Brienz, deren Schüler auch teilweise an der Schnitzschule unterrichtet werden. Der vornehmlich als Mundart-Popsänger bekannte Marc A. Trauffer unterhält in Brienz eine Holzspielwarenmanufaktur, die er von seinen Eltern übernommen hat. In dieser Manufaktur entwickelte Alfred Trauffer in den 1930er Jahren die als Brienzer Schnitzerei bekannten Trauffer-Kühe.